# Sed-festival
Het Sed-festival of Heb sed ("feest van de staart") was een jubileumfeest van vernieuwing in het Oude Egypte om een nieuwe fase in de regering van de farao te vieren. 

## Viering van het feest

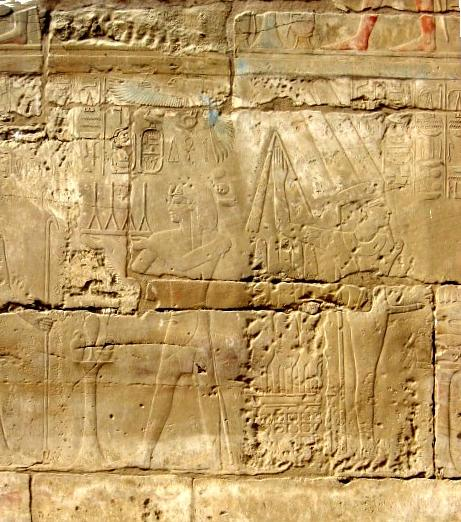
Reliëf in de Luxortempel met rechts een afbeelding van Min

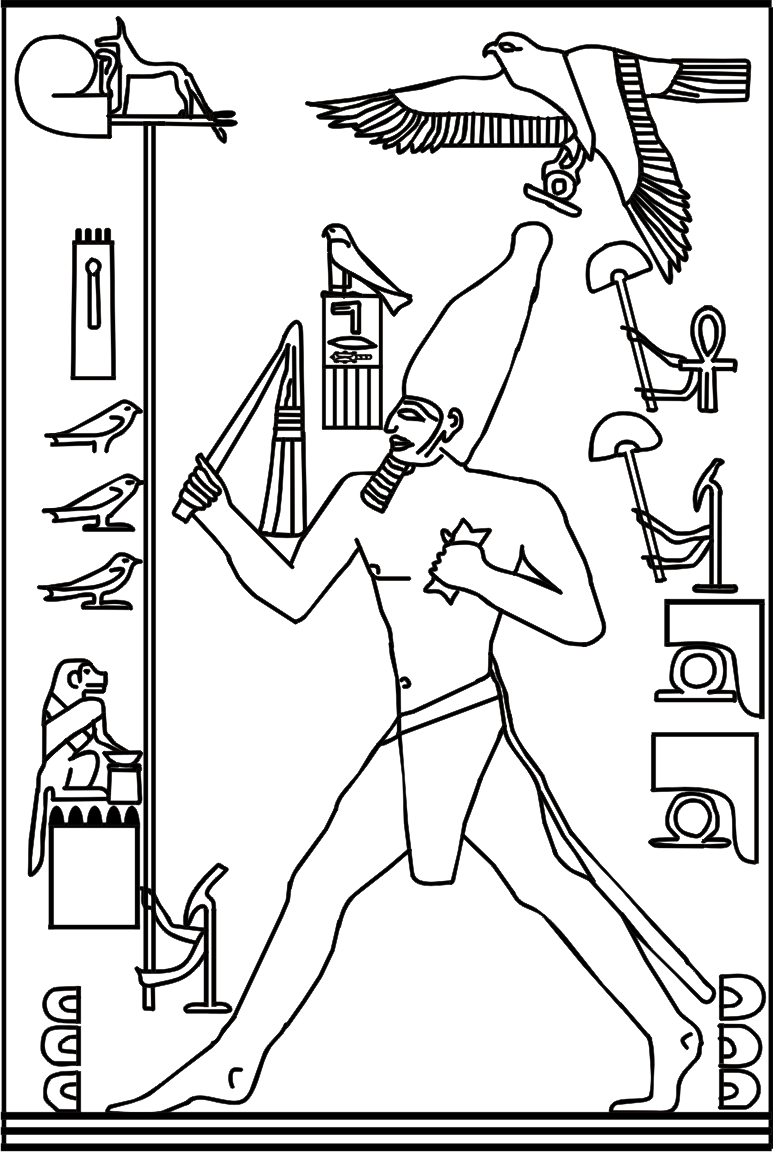
Koning Djoser rent voor de Heb-Sed viering, tekening van reliëf uit de ondergrondse galerijen van Djosers grafcomplex

Het eerste 'jubileum' van de koning werd gehouden als hij 30 jaar op de troon zat. Hij diende bij die gelegenheid blijk te geven van zijn fitheid en potentie. Men nam algemeen aan dat het land enkel vruchtbaar kon zijn indien ook de vruchtbaarheid van de koning intact was. Na een lang ritueel trok hij zich terug in een naos, vaak met afbeeldingen van de godheid Min om er met de priesteres in een hieros gamos te treden. 
De volgende Heb sed feesten kwamen er na elke drie jaar. De hele bevolking deed erin mee. Meestal zijn er afbeeldingen te zien van een koning die naast de Apis-stier rent, of zittende met een Heb-sed mantel en de rode en de witte Egyptische kronen in een Heb-sed-paviljoen. De koning droeg ook een ceremoniële stierenstaart als teken van zijn status.
De belangrijkste bronnen voor de rituelen en ceremonies (publieke en geheime) die plaatsvonden tijdens het festival zijn:
- De zonnetempel van Nioeserre in Aboe Gorab.
- Amenhotep III, jaren 30, 34 en 37, in de tempel van Soleb.
- De tempel van Bastet in Bubastis met koning Osorkon II.

## Voorbeelden
Enkele andere koningen die Sed-festivals vierden zijn:
- Narmer. De afbeelding op de knotskop is waarschijnlijk de oudste afbeelding van een Sed-festival.
- Hor-Aha
- Den
- Anedjib
- Qa'a
- Djoser in zijn piramidecomplex dat op twee plaatsen met het Sed-festival te maken had: Het zuidelijk graf en het Heb-sed-hof.
- Ramses II die gedurende zijn lange regeringsperiode vele Sed-festivals vierde.